# Karol Dunin Wąsowicz
Karol Dunin Wąsowicz herbu Łabędź (zm. po 1793 roku) – sędzia ziemski radomski w latach 1775–1793, podsędek radomski w latach 1765–1775, łowczy opoczyński, cześnik radomski, starosta ulaniecki.
W 1792 roku odznaczony Orderem Orła Białego, w 1784 roku został kawalerem Orderu Świętego Stanisława.